# ليزا بروس
ليزا بروس (بالإنجليزية: Lisa Bruce)‏ هي منتجة أفلام أمريكية، ولدت في القرن العشرين في مونتيري في الولايات المتحدة.

## وصلات خارجية
- ليزا بروس على موقع IMDb (الإنجليزية)
- ليزا بروس على موقع قاعدة بيانات الفيلم (الإنجليزية)